# Canadian Colleges Athletic Association

Historisches Logo der Canadian Colleges Athletic Association

Die Canadian Colleges Athletic Association (kurz CCAA; franz. Association canadienne du sport collégial, kurz ACSC) ist die nationale Collegessportorganisation Kanadas und wurde 1974 gegründet. Ihr Äquivalent im Bereich der kanadischen Universitäten ist der U Sports (ehemals CIS). Einige Einrichtungen sind dabei in verschiedenen Sportbereichen Mitglieder in beiden Organisationen. Die CCAA bietet heute Meisterschaften in neun verschiedenen Sportarten an.

## Meisterschaften
Die Canadian Colleges Athletic Association bietet für Männer und Frauen in den folgenden Sportarten Meisterschaften an:
- Badminton
- Basketball
- Crosslauf
- Fußball
- Golf
- Volleyball

## Regionale Verbände
Die CCAA setzt sich aus fünf regionalen Verbänden zusammen, die in manchen Sportarten in Anlehnung an das US-amerikanische System auch Conferences genannt werden und in denen die aktuell 79 Mitglieder organisiert sind.

### Atlantic Colleges Athletic Association (ACAA)
| College                                 | Teamname    | Ort                        |
| --------------------------------------- | ----------- | -------------------------- |
| Atlantic Baptist University             | Blue Tide   | Moncton                    |
| Holland College                         | Hurricanes  | Charlottetown              |
| Mount Allison University                | Mounties    | Sackville (New Brunswick)  |
| Mount Saint Vincent University          | Mystics     | Halifax (Nova Scotia)      |
| Nova Scotia Agricultural College        | Rams        | Truro (Nova Scotia)        |
| St. Thomas University (Fredericton)     | Tommies     | Fredericton                |
| Université Sainte-Anne                  | Dragons     | Digby (Nova Scotia)        |
| University of King’s College            | Blue Devils | Halifax (Nova Scotia)      |
| University of New Brunswick, Saint John | Seawolves   | Saint John (New Brunswick) |

### Réseau du sport étudiant du Québec (RSEQ)
RSEQ vereint als einzige Organisation Universitäten und Colleges, wobei die einzelnen Hochschulen jedoch entsprechend ihrem Status in verschiedenen Ligen spielen.
| College                         | Teamname    | Ort                     |
| ------------------------------- | ----------- | ----------------------- |
| Champlain College Saint-Lambert | Cavaliers   | Saint-Lambert           |
| Champlain College St. Lawrence  | Lions       | Sainte-Foy              |
| Collège François-Xavier-Garneau | Elans       | Québec                  |
| Collège Ahuntsic                | Indiens     | Montréal                |
| Collège Andrè-Laurendeau        | Ideal       | Montréal                |
| Collège Bois-de-Boulogne        | Cavaliers   | Montréal                |
| Collège Édouard-Montpetit       | Lynx        | Longueuil               |
| Collège Montmorency             | Les Nomades | Laval                   |
| Cégep du Vieux Montréal         | Spartiates  | Montréal                |
| Dawson College                  | Blues       | Montréal                |
| John Abbott College             | Islanders   | Sainte-Anne-de-Bellevue |
| Vanier College                  | Cheetahs    | Montreal                |

### Ontario Colleges Athletic Association (OCAA)
| College                               | Teamname      | Ort               |
| ------------------------------------- | ------------- | ----------------- |
| Algonquin College                     | Thunder       | Ottawa            |
| Cambrian College                      | Golden Shield | Greater Sudbury   |
| Canadore College                      | Panthers      | North Bay         |
| Centennial College                    | Colts         | Scarborough       |
| Collège Boréal                        | Vipères       | Greater Sudbury   |
| Conestoga College                     | Concords      | Kitchener         |
| Confederation College                 | Thunderhawks  | Thunder Bay       |
| Durham College                        | Lords         | Oshawa            |
| Fanshawe College                      | Falcons       | London            |
| Fleming College                       | Royals        | Peterborough      |
| George Brown College                  | Huskies       | Toronto           |
| Georgian College                      | Grizzlies     | Barrie            |
| Humber College                        | Hawks         | Toronto           |
| La Cité collégiale                    | Coyotes       | Ottawa            |
| Lambton College                       | Lions         | Sarnia            |
| Loyalist College                      | Lancers       | Belleville        |
| Mohawk College                        | Mountaineers  | Hamilton          |
| Niagara College                       | Knights       | Welland           |
| Redeemer University College           | Royals        | Hamilton          |
| Sault College                         | Cougars       | Sault Ste. Marie  |
| Seneca College                        | Sting         | Toronto           |
| Sheridan College                      | Bruins        | Brampton Oakville |
| Sir Sandford Fleming College          | Knights       | Peterborough      |
| St. Clair College                     | Saints        | Windsor           |
| St. Lawrence College                  | Vikings       | Kingston          |
| University of Toronto, Mississauga    | Eagles        | Mississauga       |
| Trent University                      | Excalibur     | Peterborough      |
| Wilfrid Laurier University, Brantford | Golden Hawks  | Brantford         |

### Alberta Colleges Athletic Conference (ACAC)
| College                                  | Teamname  | Ort                      |
| ---------------------------------------- | --------- | ------------------------ |
| University of Alberta Augustana Faculty  | Vikings   | Camrose                  |
| Briercrest Bible College                 | Clippers  | Caronport (Saskatchewan) |
| Concordia University College of Alberta  | Thunder   | Edmonton                 |
| Grande Prairie Regional College          | Wolves    | Grande Prairie           |
| Grant MacEwan University                 | Griffins  | Edmonton                 |
| Keyano College                           | Huskies   | Fort McMurray            |
| The King’s University                    | Eagles    | Edmonton                 |
| Lakeland College (Alberta)               | Rustlers  | Vermillion               |
| Lethbridge College                       | Kodiaks   | Lethbridge               |
| Medicine Hat College                     | Rattlers  | Medicine Hat             |
| Mount Royal University                   | Cougars   | Calgary                  |
| Northern Alberta Institute of Technology | Ooks      | Edmonton                 |
| Olds College                             | Broncos   | Olds                     |
| Portage College                          | Voyageurs | Lac la Biche             |
| Red Deer College                         | Kings     | Red Deer                 |
| SAIT Polytechnic                         | Trojans   | Calgary                  |

### British Columbia Colleges Athletic Association (BCCAA)
| College                                 | Teamname     | Ort             |
| --------------------------------------- | ------------ | --------------- |
| Camosun College                         | Chargers     | Victoria        |
| Capilano University                     | Blues        | North Vancouver |
| College of New Caledonia                | Kodiaks      | Prince George   |
| College of the Rockies                  | Avalanche    | Cranbrook       |
| Columbia Bible College                  | Bearcats     | Abbotsford      |
| Douglas College                         | Royals       | New Westminster |
| Kwantlen Polytechnic University         | Eagles       | Surrey          |
| Langara College                         | Falcons      | Vancouver       |
| Quest University                        |              | Squamish        |
| UBC Okanagan                            | Lakers       | Kelowna         |
| University of the Fraser Valley         | Cascades     | Abbotsford      |
| University of Northern British Columbia | Timberwolves | Prince George   |
| Vancouver Island University             | Mariners     | Nanaimo         |